# Enodognathus gilleti
Enodognathus gilleti is een keversoort uit de familie Ochodaeidae. De wetenschappelijke naam van de soort is voor het eerst geldig gepubliceerd in 1921 door Benderitter.